# Тони (Висконсин)
Тони (енгл. Tony) град је у америчкој савезној држави Висконсин.

## Демографија
По попису из 2010. године број становника је 113, што је 8 (7,6%) становника више него 2000. године.
| Група             | 2000.       | 2010.       |
| Белци             | 104 (99,0%) | 104 (92,0%) |
| Афроамериканци    | 0 (0,0%)    | 7 (6,2%)    |
| Азијати           | 0 (0,0%)    | 0 (0,0%)    |
| Хиспаноамериканци | 1 (1,0%)    | 1 (0,9%)    |
| Укупно            | 105         | 113         |